# Karl Offner
Karl Offner (* 9. Januar 1939 in Hammelburg) ist ein deutscher Pädagoge, Diplompsychologe und Bryologe. Er lebt und arbeitet im Markt Diedorf.

## Leben und Werk
Offner wurde als Sohn eines Tiefbauunternehmers geboren. Nach dem Abitur 1958 in Bad Kissingen studierte er an der Universität Würzburg Mathematik und Physik für das Höhere Lehramt. Nach dem Examen 1964 absolvierte er sein Referendariat am Röntgen-Gymnasium in Würzburg. Ab 1966 studierte er neben seiner Tätigkeit als Gymnasiallehrer Psychologie. Dieses Zweitstudium schloss er 1972 mit dem Diplom ab.
Ab 1972 unterrichtete Offner in Augsburg am Holbein-Gymnasium. Als Schulpsychologe war er Mitarbeiter des Ministerialbeauftragten für die Gymnasien im Regierungsbezirk Schwaben. Als Studiendirektor arbeitete er ab 1980 bis zur Pensionierung 2002 als Fachberater des Bayerischen Kultusministeriums am Aufbau des Schulberatungswesens mit.
Karl Offner ist seit 1967 verheiratet mit der Zahnärztin Herma geb. Loch aus St. Wendel.

### Werk als Bryologe
Durch seine Mooszeichnungen fand Offner 1995 Kontakt zu den Mooskartierern um Rüdiger Mues, Saarbrücken. 1996–2006 nahm er regelmäßig an dessen Exkursionen und Bestimmungs-Workshops teil. In dieser Zeit leistete er Beiträge zu Ludwig Meinungers Verbreitungsatlas der Moose Deutschlands durch Mooskartierungen in der Bayerischen Rhön. In Augsburg arbeitete er als Bryologe eng mit den Naturschutzbehörden aller Ebenen zusammen. Seit 1999 war er Mitglied im Naturwissenschaftlichen Verein für Schwaben. Hier leitete er Exkursionen, schrieb zahlreiche Berichte und hielt Vorträge. Mit seinem Moosinventar des Naturschutzgebietes Ammergebirge (2010) schloss er eine Lücke im Verbreitungsbild der Moose des bayerischen Alpenraumes. Offner gelangen drei Erstnachweise für Moosarten in Deutschland: Andreaea heinemannii, Barbula amplexifolia, Plagiochila britannica.

## Schriften
- mit Steffen Caspari und Peter Wolff: Bemerkungen zu Verbreitung, Morphologie und Ökologie des Laubmooses Rhynchostegium alopecuroides (Brid.) A.J.E.Sm. im saarländischen Hochwaldvorland. In: Aus Natur und Landschaft im Saarland. Jubiläumsband zum 30-jährigen Bestehen der Arbeitsgemeinschaft für tier- und pflanzengeographische Heimatforschung im Saarland DELATTINIA Abh. 24/1998, S. 47–56[1]
- Verbreitung der Moose im Raum Augsburg. In: Berichte des Naturwissenschaftlichen Vereins für Schwaben 105. 41–66 (2001)[2]
- Neufunde von Andreaea heinemannii in der Bayerischen Rhön. Herzogia 17: 329–331 (2004)[3]
- Die seltenen Moose der bayerischen Rhön. Berichte der Bayerischen Botanischen Gesellschaft zur Erforschung der Heimischen Flora 73/74: 109–123 (2004)
- Das Moosinventar des Landkreises Bad Kissingen. Berichte der Bayerischen Botanischen Gesellschaft zur Erforschung der Heimischen Flora 75: 11–38 (2005)[4]
- Das Moosinventar des Landkreises Rhön-Grabfeld. Berichte der Bayerischen Botanischen Gesellschaft zur Erforschung der Heimischen Flora 77: 33–69 (2007)
- Das Moosinventar des Naturschutzgebietes Ammergebirge im Landkreis Ostallgäu. In: Berichte des Naturwissenschaftlichen Vereins für Schwaben 114: 19–55 (2010)